# Guillem Miró Mateu
Guillem Miró Mateu (Sóller, 20 de juliol de 1991), és un director de cinema i guionista mallorquí.
El seu primer llargmetratge, és el film En acabar, que s'estrenà el 26 de juny del 2017.
El 2018, va rodar Peix al forn, una pel·lícula d'animació. El curtmetratge va tenir gran recorregut per festivals nacionals com internacionals sumant més de 50 seleccions oficials i més de 14 premis tan nacionals com internacionals. Entre els guardons rebuts es pot destacar el premi del públic Eyes Wide Open del prestigiós festival InterFilm de Berlín, el premi del jurat i del públic al Spudfilm Festival de Regne Unit i el premi del jurat al festival GreenMotion Film Festival.
El seu segon curtmetratge, Avistament 1976 estrenat al 2020, protagonitzada per ell mateix, ambientat en el període del confinament domiciliari, fou guanyador del del primer premi del jurat al MallorcaFilmsConfinats, concurs organitzat pel Consell de Mallorca a través de la Fundació Turisme i la Mallorca Film Commission.